# Fasano
Fasano (v místním nářečí Fascióne) je město ležící v italském regionu Apulie na pobřeží Jaderského moře, 400 km jihovýchodně od Říma. Má okolo 40 000 obyvatel a je druhým největším městem provincie Brindisi.

## Historie
Předchůdcem Fasana bylo starověké město Egnatia, které původně obývali Japygové, v římských dobách bylo významnou zastávkou na silnici Via Appia a zaniklo v raném středověku. Roku 1088 bylo založeno město Santa Maria di Fajano. Název je odvozen od starého výrazu pro holubici „faso“ a odkazuje na sladkovodní nádrže v okolí, které sloužily ptákům jako napajedla. Holubice je vyobrazena i v městském znaku. Od 14. století Fasano patřilo Maltézskému řádu. Patronkou města je Santa Maria del Pozzo, která je 2. června 1678 zachránila před útokem tureckých pirátů, výročí bitvy se oslavuje jako svátek La Scamiciata.

## Ekonomika
V okolí města se pěstují olivy, víno a brukev, provozuje se rybolov. Převažuje potravinářský průmysl, významná je i turistika: nachází se zde zábavní park Fasanolandia s horskou dráhou Eurofighter a největším evropským safari. Město má množství pamětihodností, jako jsou trosky Egnatie, dolmen z doby bronzové v Montalbanu, četné kostely, z nichž nejvýznamnější je zasvěcen Janu Křtiteli, starobylé statky zvané masserie, věž Torrione delle Fogge (pozůstatek městského opevnění), palác maltézských rytířů sloužící jako radnice, typické místní domky trulli, městské muzeum a minaret, který vybudoval jako své sídlo v roce 1918 místní šlechtic a mecenáš umění Damaso Bianchi. V okolí se nacházejí četné pláže, předměstí Torre Canne je vyhledáváno díky termálním pramenům a písečným dunám tvořícím přírodní park. Město je snadno dostupné po Evropské silnici E55 a železniční trati Ferrovia Adriatica.

## Sport
Místní házenkářský klub Junior Fasano je trojnásobným mistrem Itálie. Fotbalisté US Città di Fasano hrají čtvrtou nejvyšší soutěž. Hlavním sportovním zařízením je Stadio Vito Curlo, je zde také k dispozici golfové hřiště.

## Části obce Fasano
- Canale di Pirro
- Laureto
- Montalbano
- Pezze di Greco
- Pozzo Faceto
- Savelletri
- Selva di Fasano
- Speziale
- Torre Canne
- Torre Spaccata

## Galerie

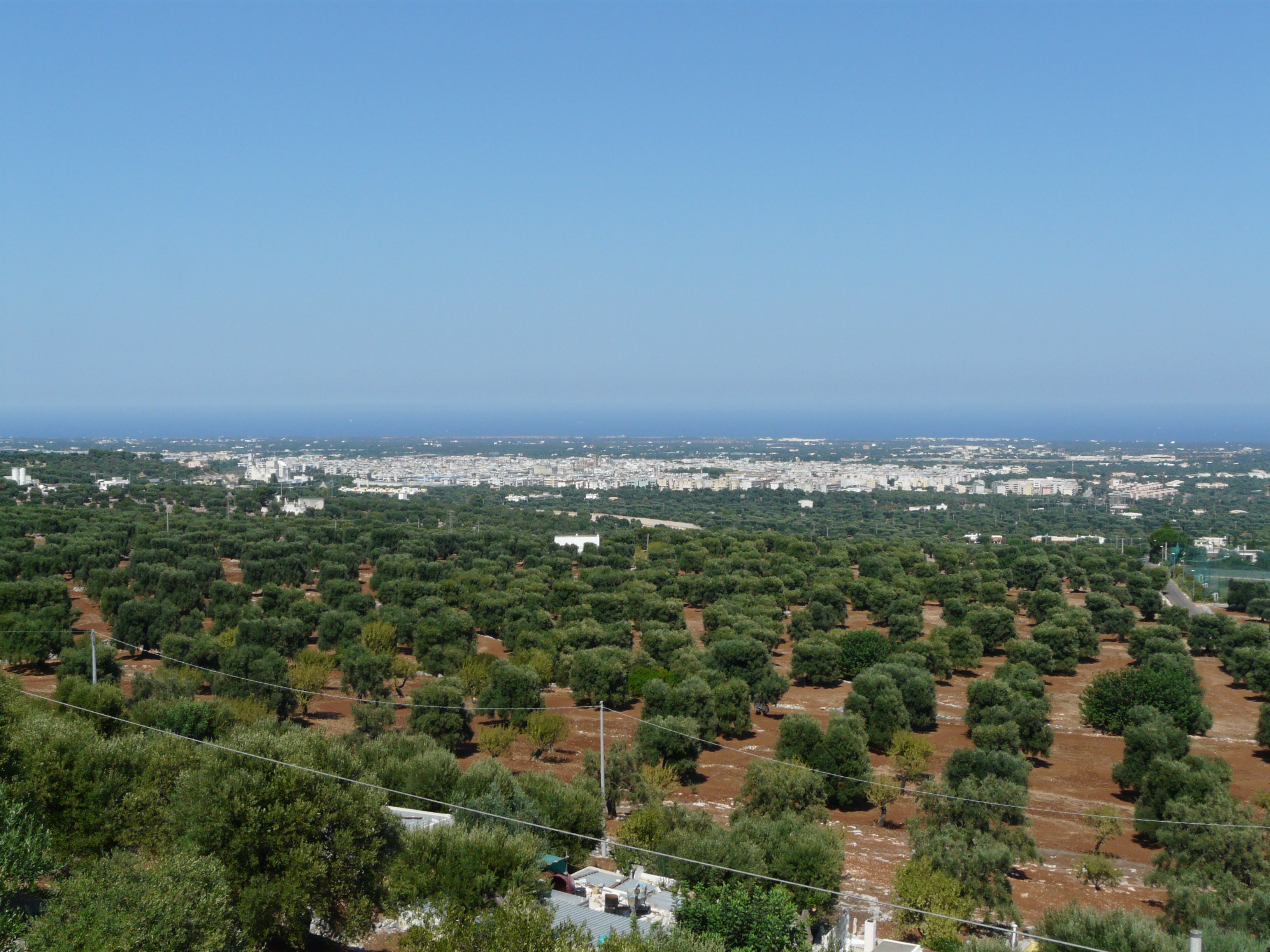
Panorama města
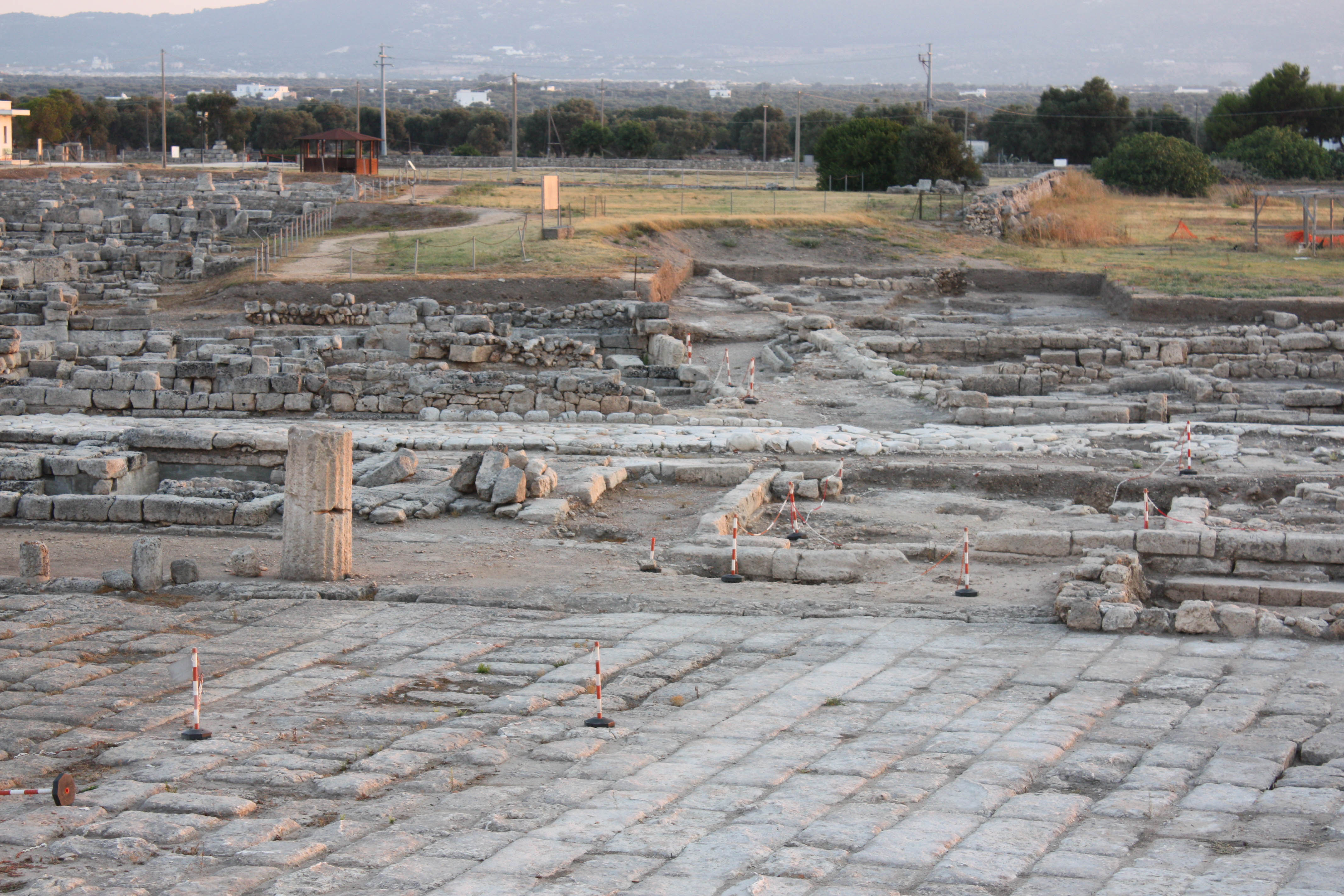
Vykopávky v Egnatii
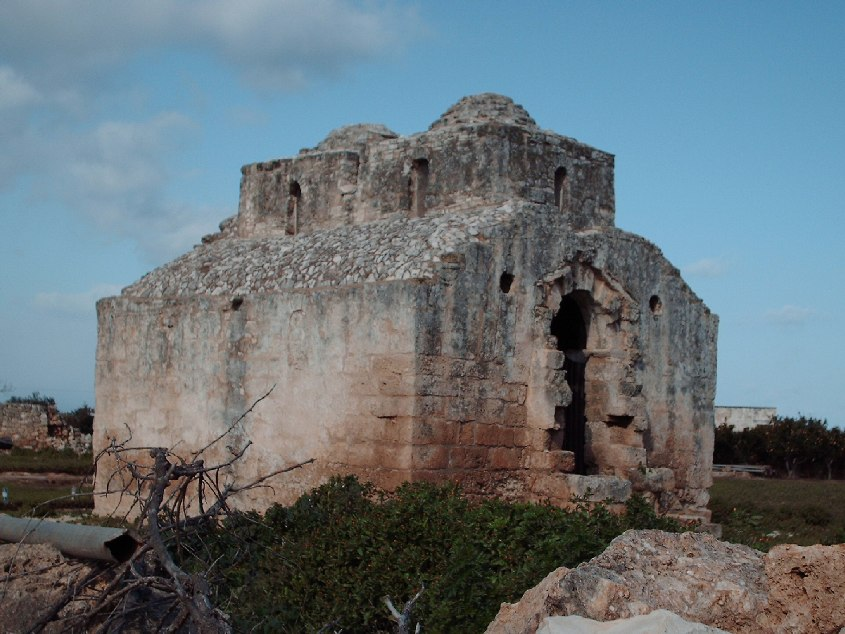
Tempietto di Seppannibale
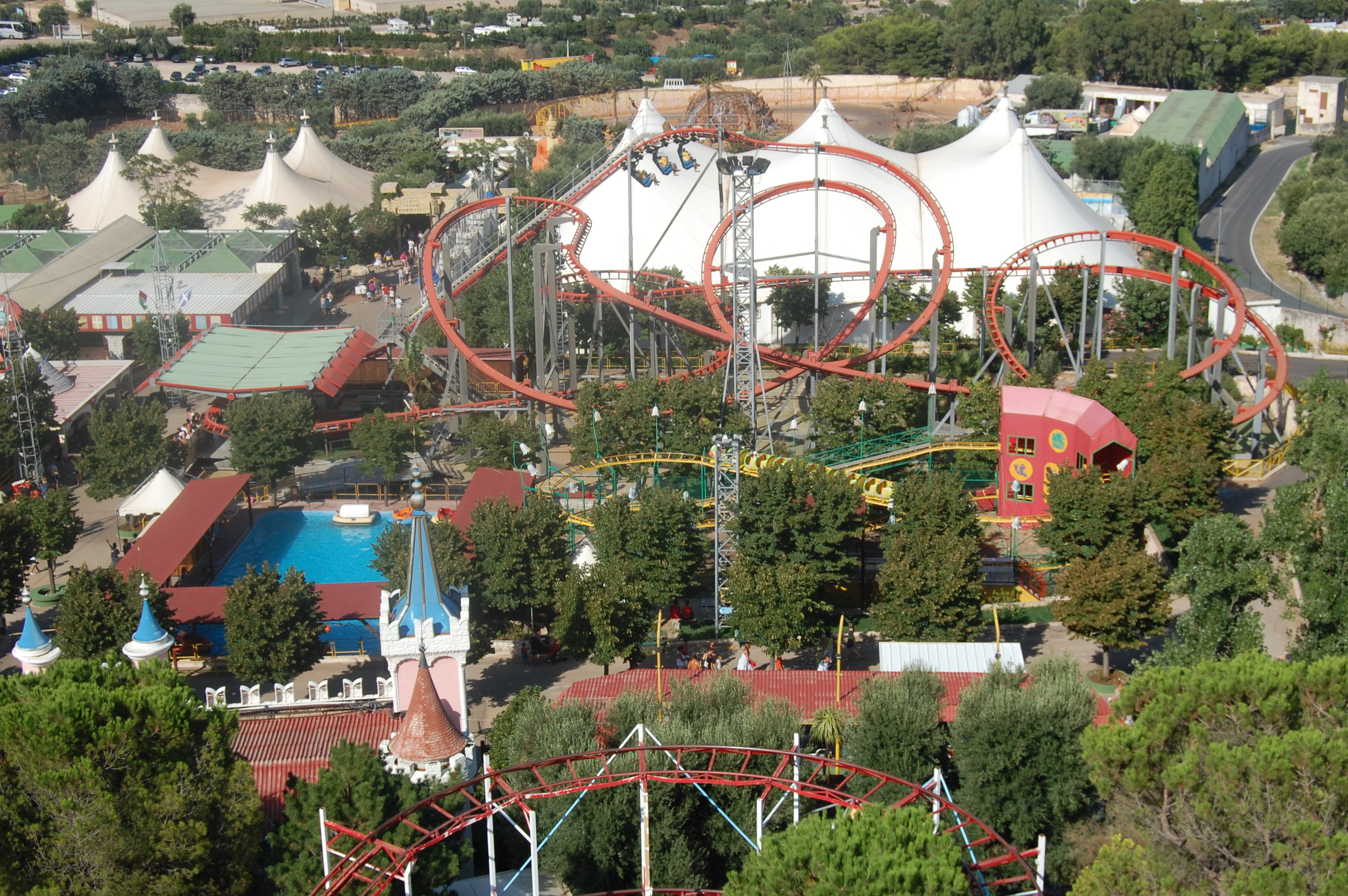
Fasanolandia
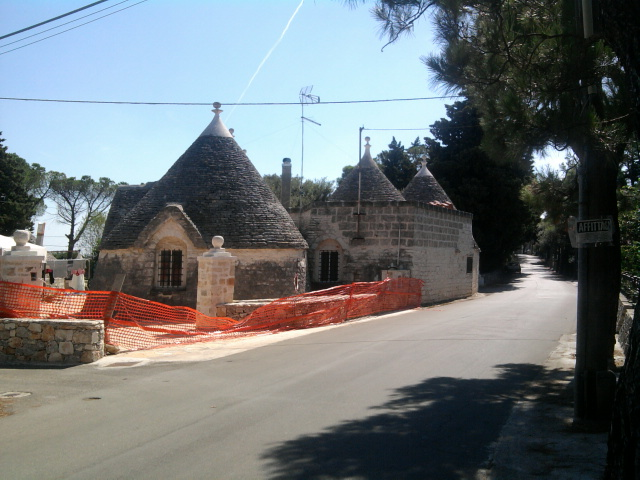
Tradiční architektura
Poloha obce Fasano na mapě provincie Brindisi